# Microtendipes tokarafegeus
Microtendipes tokarafegeus är en tvåvingeart som beskrevs av Sasa och Suzuki 1995. Microtendipes tokarafegeus ingår i släktet Microtendipes och familjen fjädermyggor. Inga underarter finns listade i Catalogue of Life.